# استفان ناطر
استفان ناطر (فرانسوی: Stéphane Nater‎؛ زاده ۲۰ ژانویهٔ ۱۹۸۴) یک بازیکن فوتبال اهل فرانسه-تونس است.

## تیم ملی
وی همچنین در تیم ملی فوتبال تونس  بازی کرده است.